# Буррада, Ларби
Ларби Буррада (араб. العربي بورعدة‎; род. 10 мая 1988, Сук-Ахрас) — алжирский легкоатлет, специалист по прыжкам с шестом и многоборьям. Выступает за сборную Алжира по лёгкой атлетике с 2007 года, двукратный победитель Африканских игр, четырёхкратный чемпион Африки, действующий рекордсмен Африки в семиборье и десятиборье, участник летних Олимпийских игр в Рио-де-Жанейро.

## Биография
Ларби Буррада родился 10 мая 1988 года в городе Руйба.
Первого серьёзного успеха в лёгкой атлетике на взрослом международном уровне добился в сезоне 2007 года, когда вошёл в состав алжирской национальной сборной и выступил на домашних Всеафриканских играх в Алжире, где стал бронзовым призёром в программе десятиборья.
В 2008 году на чемпионате Африки в Аддис-Абебе выиграл серебряную медаль в прыжках с шестом и одержал победу в десятиборье.
В 2009 году на чемпионате мира в Берлине занял 13-е место в десятиборье, установив при этом рекорд Африки — 8171 очко.
На чемпионате Африки 2010 года в Найроби получил серебро и золото в прыжках с шестом и десятиборье соответственно. Представлял Африку в нескольких дисциплинах на Континентальном кубке IAAF.
В июле 2011 года обновил африканский рекорд, набрав в сумме 8302 очка. Помимо этого, закрыл десятку сильнейших на чемпионате мира в Тэгу, победил в прыжках с шестом на Всеафриканских играх в Мапуту.
Сезон 2012 года начал с победы на турнире в Германии и улучшения африканского рекорда, однако вскоре провалил допинг-тест — в его пробе обнаружили следы анаболического стероида станозолола. В итоге его отстранили от участия в соревнованиях сроком на два года.
По окончании срока дисквалификации в 2014 году Буррада возобновил спортивную карьеру, в частности одержал победу на чемпионате Африки в Марракеше.
В 2015 году успешно выступил на Всемирных военных играх в Мунгёне, стал пятым на чемпионате мира в Пекине, установив новый рекорд Африки — 8461 очко.
Благодаря череде удачных выступлений удостоился права защищать честь страны на летних Олимпийских играх 2016 года в Рио-де-Жанейро — набрал в сумме всех дисциплин десятиборья 8521 очко, обновив тем самым рекорд Африки и расположившись в итоговом протоколе соревнований на пятой строке.
В 2017 году на чемпионате мира в Лондоне досрочно завершил выступление и остался без результата.
В 2018 году был лучшим в десятиборье на чемпионате Африки в Асабе.
На Африканских играх 2019 года в Рабате взял бронзу в прыжках с шестом и золото в десятиборье.